# Wiek głupoty
Wiek głupoty (oryg. The Age of Stupid) – brytyjski film dokumentalny z elementami science-fiction z 2009 roku w reżyserii Franny Armstrong. Film miał premierę światową 15 marca 2009 w Londynie. Polska premiera miała miejsce na festiwalu Planete Doc Review 9 maja 2009.
Film opowiada o walce ludzi ze zmianami klimatycznymi i pokazuje, jak może wyglądać świat w roku 2055, jeśli nie uda się ich zatrzymać. Dokumentuje m.in. topnienie lodowców na Mont Blanc, politykę korporacji naftowych wobec ludności Nigerii oraz działania różnych osób na rzecz zmniejszenia emisji gazów cieplarnianych. W filmie pojawia się m.in. znany dziennikarz ekologiczny George Monbiot. W roli archiwisty, który z perspektywy roku 2055 zastanawia się "Jak mogliśmy dopuścić do tej katastrofy?", występuje Pete Postlethwaite.
Produkcja filmu została w całości sfinansowana ze składek ok. 220 osób i grup, które uzyskały tym samym prawo do udziału w zyskach z filmu. Producenci szacują, że ślad węglowy filmu wynosi 94 tony CO2e. Według strony boxofficemojo.com film w 2009 zarobił 346 176 USD.